# 33345 Nataliedessay
33345 Nataliedessay è un asteroide della fascia principale. Scoperto nel 1998, presenta un'orbita caratterizzata da un semiasse maggiore pari a 2,5468056 UA e da un'eccentricità di 0,1834428, inclinata di 5,17980° rispetto all'eclittica.